# Hauckita
La hauckita és un mineral de la classe dels sulfats. Rep el seu nom de Richard "Dick" Philip Hauck (1935-) autor i cofundador del Museu de la Mineria de Sterling Hill, a Ogdensburg, Nova Jersey. Membre fundador i expresident de la Societat Mineralògica Franklin-Ogdensburg, la Societat Geoliterària i el Museu Mineral de Franklin. És un col·leccionista de minerals, llibres i records minerals, especialment de Franklin. La seva biblioteca es troba entre les biblioteques privades més extenses del món dedicades a la mineria i la mineralogia.

## Característiques
La hauckita és un sulfat de fórmula química Fe3+
3Mg24Zn18(SO₄)₄(CO₃)₂(OH)81. Cristal·litza en el sistema hexagonal. La seva duresa a l'escala de Mohs es troba entre 2 i 3.
Segons la classificació de Nickel-Strunz, la hauckita pertany a «07.BB: Sulfats (selenats, etc.) amb anions addicionals, sense H₂O, amb cations de mida mitjana» juntament amb els següents minerals: caminita, antlerita, dolerofanita, brochantita, vergasovaïta, klebelsbergita, schuetteïta, paraotwayita, xocomecatlita, pauflerita i grandviewita.

## Formació i jaciments
Va ser descoberta a la mina Sterling, a Ogdensburg, al districte miner de Franklin del comtat de Sussex, a Nova Jersey (Estats Units), on sol trobar-se associada a altres minerals com: zincita, sussexita, pirocroïta, mooreïta, lawsonbauerita, clorofenicita i calcita. Es tracta de l'únic indret on ha estat trobada aquesta espècie mineral.